# Et raadhus til alvor og fest
Et raadhus til alvor og fest er en dansk dokumentarfilm fra 2010, der er instrueret af Nils Vest efter eget manuskript.

## Handling
En film om Københavns Rådhus som er et af den danske nationalromantiks hovedværker indenfor bygningskunsten, skabt af arkitekten Martin Nyrop i årene 1890-1905.